# Korîtneanî, Ujhorod
Korîtneanî (în ucraineană Коритняни) este localitatea de reședință a comunei Korîtneanî din raionul Ujhorod, regiunea Transcarpatia, Ucraina.

## Demografie
Componența lingvistică a localității Korîtneanî
     Ucraineană (92,79%)
     Rusă (3,51%)
     Maghiară (3,2%)
     Alte limbi (0,31%)
Conform recensământului din 2001, majoritatea populației localității Korîtneanî era vorbitoare de ucraineană (92,79%), existând în minoritate și vorbitori de rusă (3,51%) și maghiară (3,2%).